# Catoptria trichostomus
Catoptria trichostomus là một loài bướm đêm trong họ Crambidae.